# Anthribus scapularis
Anthribus scapularis — вид жесткокрылых из семейства ложнослоников.

## Распространение
Обитают в Северной Африке, Европейской части России, Казахстане, южной части Сибири и Дальнего Востока.

## Описание
Жук длиной от 3 до 5 мм. Нечётные промежутки бороздок надкрылий едва более выпуклые, чем чётные, тёмные пятна на них нерезкие. Переднеспинка почти параллельносторонняя, её боковые края у остальных задних углов с сильной вырезкой.

## Образ жизни
Личинки паразитируют на щитовках.